# Идли
Идли (каннада  ಇಡ್ಲಿ, малаяли ഇഡ്ഡലി, тамил. இட்லி, телугу ఇడ్లీ) — блюдо из кухни различных народов Южной Индии.
Идли являются классическим гарниром для многих основных блюд южноиндийской кухни и представляют собой небольшие (5-8 см) паровые лепёшки округлой формы, сделанные из ферментированного чёрного маша и рисовой муки и пропитанные вкусовыми добавками. Как правило, подаются к столу на завтрак, зачастую с такими соусами, как чатни и самбар.
Первое письменное упоминание об идли относится к 920 году и сделано в Карнатаке.
Существует множество разновидностей идли, как из рисовой и чечевичной, так и из пшеничной муки (например, в Карнатаке это рава идли). Другим известным видом является расаммери идли, типичный для штата Керала. Различаются идли и по добавляемым в процессе приготовления ингредиентам, делающим пирожки пряными, острыми или сладкими. Как правило, это горчица, чёрный перец, свежий перец-чили, кориандр, имбирь, кунжут, орехи, кокос, чеснок, листья карри, нерафинированный сахар и пр. Пропиткой для идли служат соусы чатни, самбар или пасты-приправы, добавляемые перед обработкой пирожков паром.